# Ауде Мердейк
«Ауде Мердейк» (нід. De Oude Meerdijk) — футбольний стадіон в Еммені, Нідерланди, домашня арена ФК «Еммен».
Стадіон побудований та відкритий 1977 року. У 1994, 1996, 1997, 2001 роках реконструйований.
Протягом 2014—2017 років арена носила комерційну назву «ЄнС Вестінг».